# Музей П. Н. Крылова
Музей П. Н. Крылова — музей в Туле, посвящённый жизни и творчеству Порфирия Никитича Крылова. Расположен в здании бывшего кинотеатра «Заря». Является филиалом ГУК ТО "Объединение «Историко-краеведческий и художественный музей». Открытие состоялось 19 сентября 1997 года. Экспозиция включает около 2 000 произведений живописи, графики, архивных документов и переданных в дар музею сыновьями художника мемориальных вещей.

## История

### Предшественник
В марте 1963 года на ул. Кутузова в Пролетарском районе Тулы построили и открыли кинотеатр «Заря». Он стал вторым кинотеатром в Пролетарском районе (первым был им. Степанова, на одноименной улице). Кинотеатр «Заря» имел 2 зала и вмещал 630 зрителей. На втором этаже располагался буфет. Помимо дневного и вечернего сеанса, в кинотеатре по утрам показывали киножурнал «Ералаш», детские фильмы, мультфильмы. Перед зданием кинотеатра стоял специальный детский стенд, на котором вывешивали список ежедневных детских сеансов. На территории кинотеатра располагался тир, который сгорел в начале 1990-х.
В начале 1990-х в помещении кинотеатра, на втором этаже, рядом с буфетом, открылся видеосалон. Он работал вместе с кинотеатром до середины 1990-х. В это время на показы водили группы учеников из окрестных школ.

### Открытие музея
В 1994 году помещение кинотеатра отдали под здание музея им. П. Н. Крылова, художника, одного из знаменитых «Кукрыниксов», уроженца Тулы. В ходе реконструкции по проекту тульского архитектора Павла Зайцева фасад был дополнен пристройкой.
В 1997 году музей был открыт.

## Экспозиция
Экспозиция музея представляет живопись Порфирия Крылова, посвященную родному краю (пейзажи Ясной Поляны, Поленово, окские мотивы), историческим красотам европейских городов, членам семьи художника, изысканным цветочным натюрмортам и эпохе Великой Отечественной войны.
В музее можно увидеть около 350 живописных и акварельных работ Крылова, а также мемориальные вещи художника (путевка на 1-й Белорусский фронт, прижизненные газеты со статьями о художнике).
Музей ориентирован, прежде всего, на подрастающее поколение. В музее проводятся циклы занятий по программе «Здравствуй, музей!», лектории по изобразительному искусству, концерты творческих коллективов города, музейные мероприятия, мастер-классы по живописи.